# 독일의 연방제
독일의 연방제는 1648년 베스트팔렌 조약의 체결 이후 신성 로마 제국의 영향력이 약화되자 지방 도시를 중심으로 발달하기 시작하였으며, 1949년에 이르러 독일 연방기본법의 제정과 초대 내각의 구성을 통해 독일연방공화국(Bundesrepublik Deutschland)이 수립됨으로써 현대적인 체제를 갖추게 되었다. 연방제는 입법·행정·사법 등 국가의 권력이 중앙 정부와 지방 정부에 수평적으로 나뉘어 있으며, 여러 국가가 서로 헌법적으로 결합하여 하나의 전체국가를 형성하는 현대 국가의 구조적 형태를 의미한다. 독일 연방 공화국(獨逸聯邦共和國, 독일어: Bundesrepublik Deutschland 분데스레푸블리크 도이칠란트[*])은 미국·스위스 등과 더불어 연방제를 채택하고 있는 국가 중 하나다. 독일에서는 중앙에 대한 지역의 평등한 협상기회가 제도적으로 보장되어 있기 때문에, 중앙 정부와 지역 정부의 관계가 어느 한쪽으로 치우쳐 있지 않다. 따라서 독일 연방제는 중앙과 지역 간 기능과 권한 면에서 세분화와 상호의존을 조화롭게 실현한 형태이다. 독일의 연방체제는 결정과정이 독특하게 나뉘어 있으며, 각 기구에서의 의사결정방법도 서로 다르게 상정함으로써 연방체제의 장점을 최대한 구현하려고 모색한다.

독일의 정치 체제

## 독일 연방제의 특징
독일은 역사적으로 오래전부터 연방체제를 유지해 왔다. 프로이센 왕국을 중심으로 통일 독일을 이루기 전까지 독일은 여러 군소 국가들의 모임에 지나지 않았고, 나치에 의한 단기간의 통일을 제외하면 항상 연방체제를 기반으로 한 국가 통일을 이루어 왔다. 또한 다양한 국적의 이민족들로 이루어진 미국과는 달리 단일 민족적 연방국가 형태를 이루어져 있다. 한편, 독일은 전후 미국식의 ‘란트우위적 연방국가 모델’에서 1960년대 거시경제 정책의 필요성으로 인해 연방정부의 힘이 강화된 ‘단일적 연방국가 모델’로 변화하였으며, 현재는 광범위한 범위에서 단일국가화(독일어: Unitariserung)하고 있다는 평가를 받고 있다. 과거 입법 영역에 한정되었던 연방의 주도권과 영향력이 집행권이나 사법권의 영역에서도 증가하고 있다는 것이다. 또한 1993년 출범한 유럽연합의 등장과 유럽통합으로 인해 독일 연방주의는 새로운 전기를 맞이하고 있다. 유럽이 하나의 큰 연방국가화 되면서 독일 연합과 주 사이의 이원적 관계는 유럽연합까지 포함한 3면적 관계로 변화하였다.

### 협력적 연방제
연방국가의 구조에 관한 이론은 3원적 구조론과 2원적 구조론이 있다. 3원적 구조론은 연방국가의 구조는 주, 연방, 전체국가라는 3원적 요소로 구성되어 있다는 것이다. 이와 달리, 연방국가는 연방과 지방국의 2원적 요소로 구성되어 있다는 2원적 구조론(독일어: Zweigliedrigkeitslehre)이 독일의 전통적인 연방국가의 논리이다. 이 때 연방과 전체국가를 동일시한다는 점이 매우 큰 특징이다. 특히 독일의 연방국가는 2원적 구조론을 바탕으로 하면서, 나아가 협력적 연방주의로 발전시킨 형태이다. 즉 연방국가를 연방과 주의 대립이나 단절관계로 보지 않고 대등·협조적인 관계로 본다는 것이 독일식의 관점이다.

### 행정적 연방제
타 연방제 국가와 다른 독일 연방제만의 특징은 독일이 이른바 행정적 연방제(독일어: Exekutivföderalismus)를 차용하고 있다는 점이다. 행정적 연방제는 연방과 각 주에서의 긴밀한 행정적 통합을 꾀하며, 동시에 주 입법기관의 상대적인 무력화를 가져오는 정치 시스템이다. 미국처럼 입법부가 두 층위로 구성된 경우, 각 주의 대표자로써 선출된 상원의원들은 오직 연방 차원의 대표로서 활동하며, 각 주의 행정적 권한은 주지사가 지니게 된다. 하지만 독일 연방 내각은 주 정부의 대표자들로 이루어져 있으며, 이를 통해 연방과 각 주에서의 행정이 긴밀한 연관을 맺게 되는 것이다.

### 정당명부식 비례대표제
선거제도의 유형은 대표를 결정하는 방법을 기준으로 분류하면, 다수대표제(Plurality System)과 비례대표제(Proportional System)으로 분류할 수 있는데 이 중 비례대표제는 의회가 다양한 국민의 의사를 반영할 수 있도록 하기 위해서 만들어진 제도이다. 현재 한국에서 소선거구제 다수대표제를 총선 제도로 채택하고 있는 반면, 독일은 정당명부식 비례대표제를 채택하고 있다. 정당명부식 비례대표제는 해당 선거구에서 후보명부를 정당이 작성하여 제출하고, 유권자는 후보명부를 보고 이들 정당에게 투표하는 방식을 말한다. 비례대표제를 채택한 국가에서는 단기이양식 비례대표제를 채택한 아일랜드, 몰타의 하원선거, 그리고 호주의 상원선거와 같은 일부를 제외하고는 대부분 독일과 마찬가지로 정당명부식 비례대표제를 시행하고 있으며, 이는 기표방식, 당선결정방식, 선거구의 크기 등에 따라 여러 가지 방식으로 운용하는 것이 가능하다.

## 독일 연방제와 기본법
독일헌법인 독일연방공화국 기본법(GG/Grundgesetz)은 독일연방공화국의 총체적인 법적·정치적 기본질서를 규정하고 있다. 국가질서의 5원칙으로 공화주의·민주주의·연방주의·법치주의·사회민주주의가 있는데, 이를 토대로 한 국가형태의 3대 기본원리는 다음과 같다.
```
① 연방국가의 원칙 : 이 원칙은 주(Land)를 연방(Bund)의 국가적 고유권력을 가진 지분국으로 간주하는 것이다.이에 따라 독일연방공화국의 16개 주는
   주의회 선거에 의하여 독자적인 의회를 구성하고 주지사를 스스로 선출한다. 또한, 주마다 독자적인 헌법과 주 나름의 권력구조를 갖추고 있다.
② 지방자치의 원칙 : 독일의 지방자치는 수직적 권력분립을 위한 국가구조의 핵심적인 형태이다. 게마인데(Gemeinde)와 군(Kreis)를 기본 단위로 하며,
   이를 중심으로 한 각종 자치단체에 자율성을 부여한다는 것이 지방자치의 원칙이다.
③ 권력분립의 원칙 : 권력분립의 원칙은 입법, 행정, 사법 등 수평적 권력분립, 즉 3권 분립의 원칙이다. 각각을 담당할 기관을 조직화하고, 행정집행은
   통치차원과 연결된 정부와 단순한 관료적인 행정으로 구분하여 운영한다.
[
4
]
```

이 때 헌법이 정한 입법기관은 연방의회(Bundestag)과 연방상원(Bundesrat)이며, 법의 집행은 연방수상과 연방장관(Bundesminister)을 중심으로 하는 연방정부가 담당한다. 사법기능은 헌법차원에서 연방헌법재판소(Bundesverfassungsgericht)가 맡으면서, 연방차원의 수평적 권력분립이 형성된다. 이는 연방국가의 원리와 지방자치의 원리에 의해 그대로 주와 지방자치단체에 연계되어 있다.

## 구성 기관
독일의 기본법(Grundgesetz)에는 국민으로부터 나오는 국가권력을 행사하는 입법, 행정, 사법의 권력기관들이 명시되어 있다. 독일의 헌법기관들에는 연방의회(연방하원), 연방상원(연방참사원), 연방정부, 연방대통령, 연방헌법재판소, 그리고 오직 연방대통령 선출을 위해 열리는 연방회의가 있다. 연방주의의 원칙에 따라 각 주에도 이에 상응하는 기관이 존재한다. 독일연방의회 대신 주의회, 연방정부 대신 주정부, 연방헌법재판소 대신 주헌법재판소가 있다. 하지만 연방상원과 연방대통령에 상응하는 주의 기관은 존재하지 않는다.

### 독일 의회와 정당
독일의 의회는 양원제로 연방의회(연방하원, 독일어: Bundestag)과 연방평의회(연방참사원, 독일어: Bundesrat)으로 구성되어 있다.

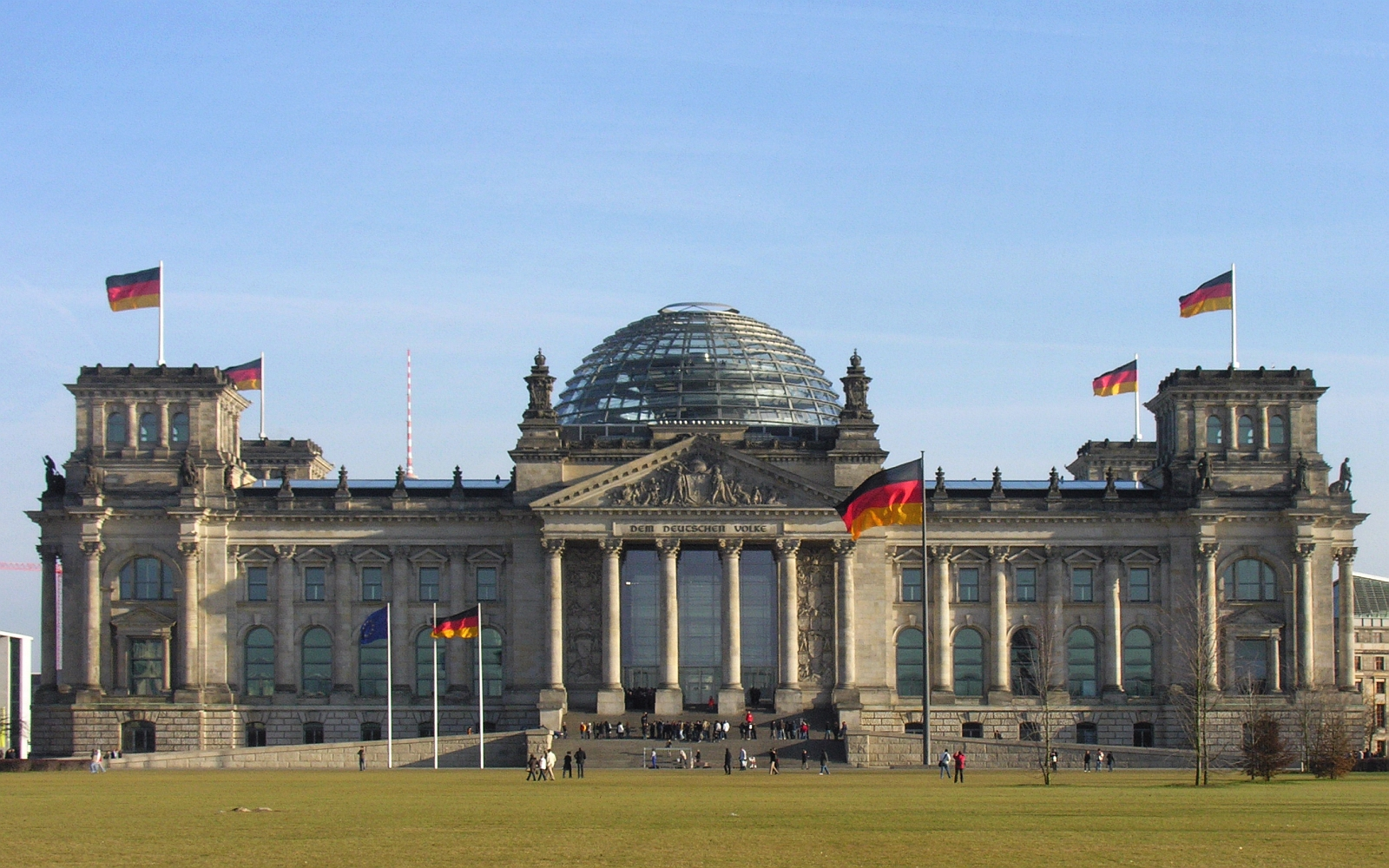
독일 연방의회 의사당(Reichtag), Berlin

연방의회(독일어: Bundestag)는 독일 연방 공화국의 대의기관으로서, 구성 의원은 국민의 직접 선거를 통해 선출한다. 연방의회는 국민의 대표기관이자 독립된 최고의 국가기관으로 그 사무를 스스로 규율하며, 다른 어떤 국가기관의 감독도 받지 않고 어떠한 지시에도 구속되지 않는다. 연방의회의 구성원은 면책특권·증언거부권·불체포특권(기본법 제46조)과 기타 편익을 받을 권리(기본법 제48조)와 같은 특권을 지닌다.
연방의회의 의원은 보통·평등·자유·비밀의 원칙에 의거하여 치러지는 국민의 직접 선거를 통해 선출되며, 지역에서 선출하는 지역구의원과 정당명부식 비례대표 방식에 의해 선출되는 동수의 비례대표 의원으로 구성된다. 본래 지역구 의원 328명·비례대표 의원 328명으로 총 656명이 정원이었으나, 2002년에 치러진 15대 총선거부터 지역 선거구의 수가 299개로 축소됨에 따라 총 의석은 598석으로 축소되었다. 모든 의원은 정당(Partei)에 소속되어야 하며, 2013년 기준으로 연방하원에는 독일 기독교 민주연합(기민당,CDU, 255석), 독일 사회민주당(사민당,SPD,193석), 좌파당(Die Linke, 64석), 동맹 90/녹색당(Bündnis 90/Die Grünen, 63석), 바이에른 기독교 사회연합(기사당,CSU, 56석) 등 5개 정당이 진출해 있다. 연방의회는 국가 기관 중 유일하게 법안의 의결권을 가지고 있으며, 연방대통령·연방수상·연방재판소 구성원 중 반수를 선출할 권한을 보유하고 있다.

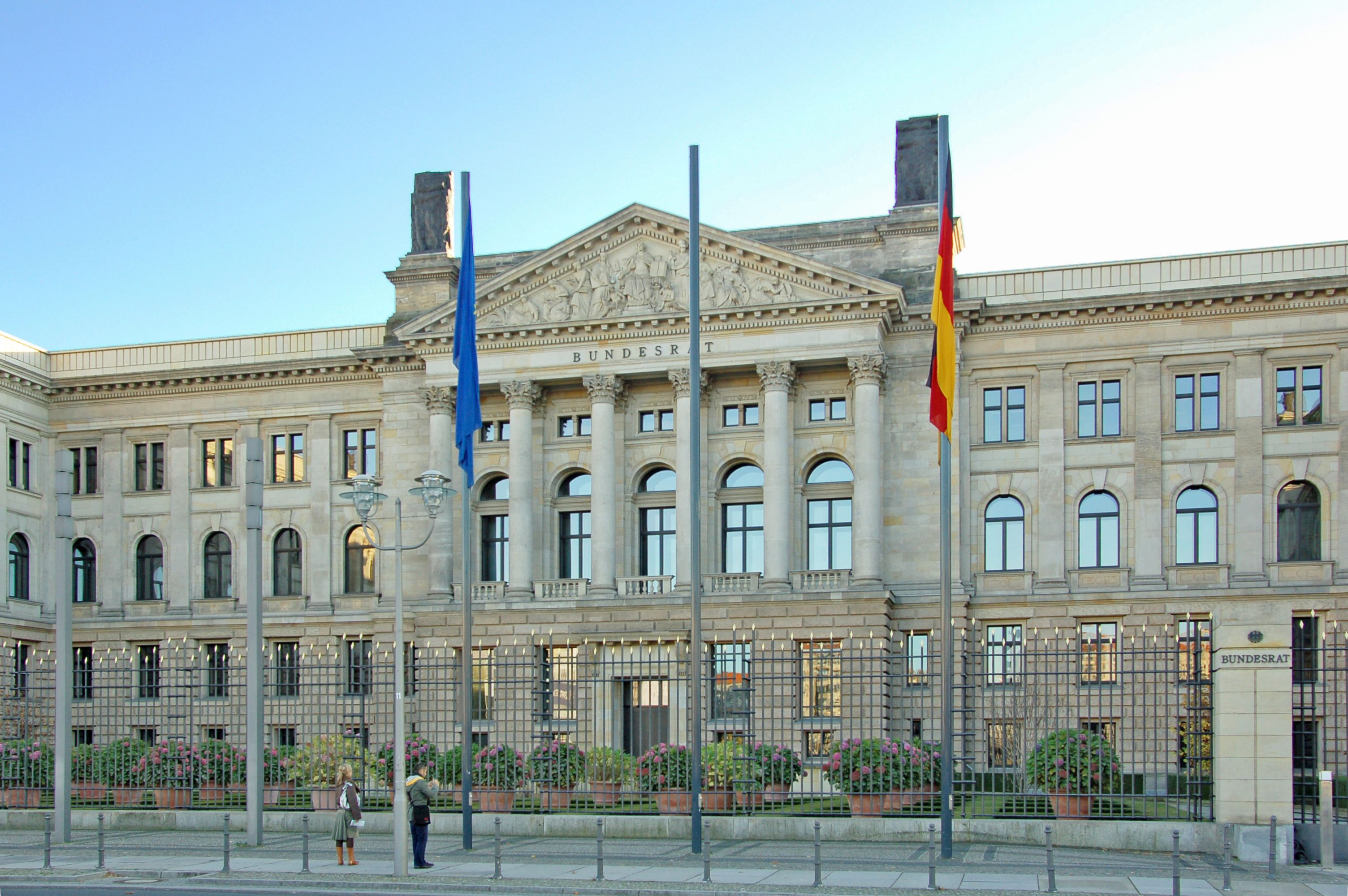
독일 연방평의회(Bundesrat), Berlin

연방평의회(독일어: Bundesrat)는 연방의 법률 제정과 행정 집행 시에 주 정부의 의견과 입장이 전달되는 곳이다. 연방의회와는 달리 선거에 따른 선출기간이 존재하지 않으며, 독일 연방 공화국을 구성하고 있는 16개 주의 정부각료 또는 그들이 파견한 행정공무원, 즉 지방정부에 의해서 임명 및 해임되는 지방정부의 구성원으로 이루어진다. 연방평의회의 의원 수는 각 주의 인구 수에 비례하여 배분되며, 하나의 주를 대표하는 의원들은 특정 안건에 대하여 동일한 투표권을 행사하여야 한다. 따라서 같은 주 소속의 의원들은 특정 안건에 대한 연방평의회의 투표 이전에 충분한 의견 교환을 통하여 안건에 대한 공동의 입장을 결정하여야 한다.
연방평의회는 연방의회에서 통과된 법안을 인계해 검토하며, 외교·국방 등 연방정부의 고유 영역에 속하는 법안을 제외한 모든 법안을 승인하는 방식으로 입법에 참여한다. 이외에 연방의회와 함께 대통령 탄핵소추권을 가지며, 연방헌법재판소의 구성원 중 반수를 선출한다.

### 연방대통령

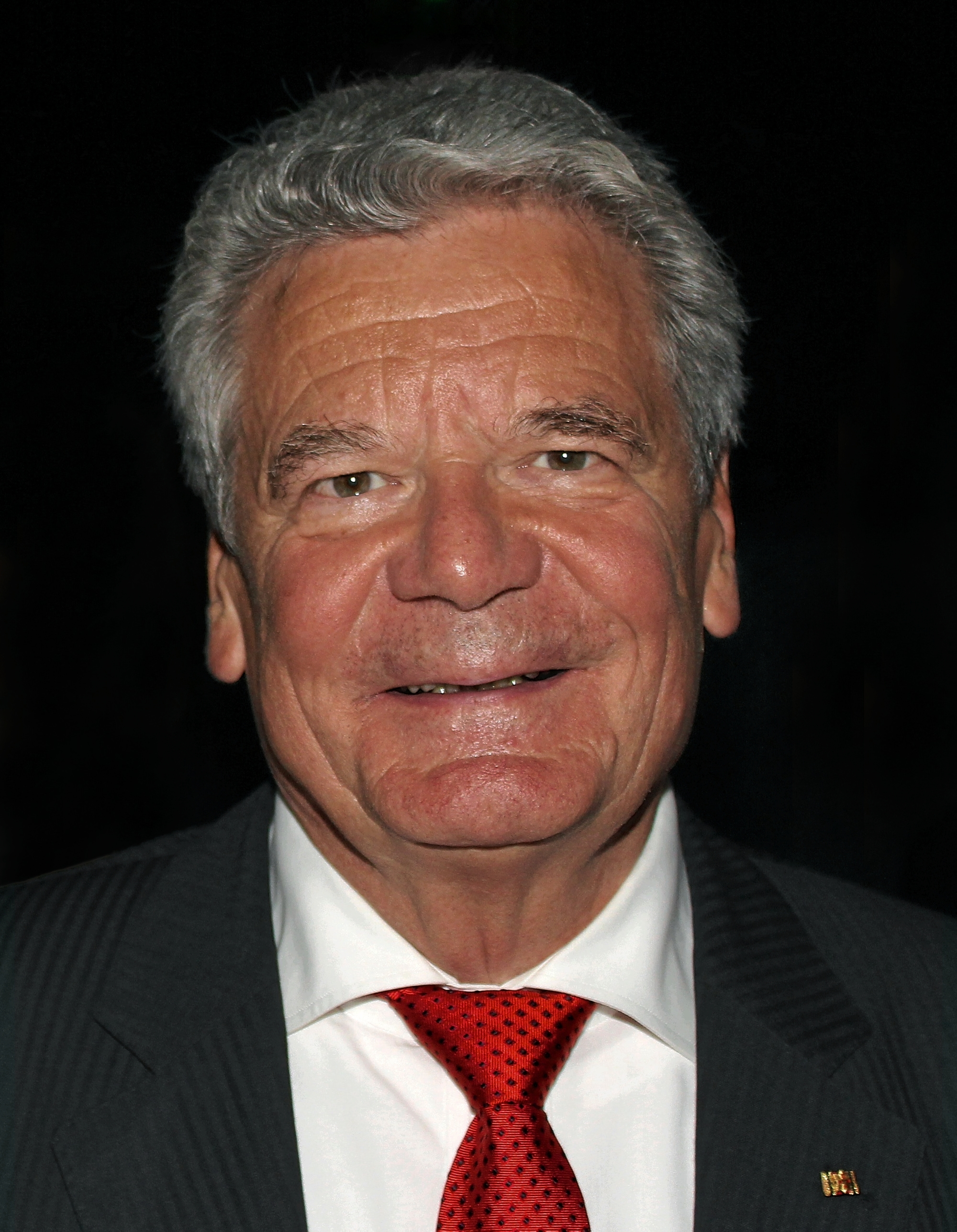
독일 연방대통령 요아힘 가우크(Joachim Gauck), 2012

연방대통령(독일어: Bundespräsident)은 국민의 직접선거가 아닌 연방총회(독일어: Bundesversammlung)에서 선출된다. 이 총회는 연방대통령선거를 위해 연방의회 의원 전원과 그와 동수인 각 주의 대표자들로 구성되며, 오직 연방대통령의 선출 때만 존재하는 일시적인 헌법기관이다. 당선을 위해서는 2차례에 걸친 투표에서 구성원 과반수의 찬성표가 필요하다. 연방대통령의 임기는 5년이며 1차례에 한해 중임이 가능하다. 연방대통령은 자신을 선출한 총회나 연방의회에 대해 책임을 지지 않으며, 임기 동안에 어떤 정치적 또는 다른 일반적인 이유로 인해 해임되지 않는다. 조기 퇴임은 자신의 사퇴나 연방헌법재판소의 탄핵에 의해서만 가능하다.
연방대통령은 국가 원수로서의 권한을 가지며, 사회활동 및 대국민 활동을 통하여 국민 통합 및 사회 발전을 추구한다. 연방의회 및 연방평의회에서 제정된 모든 법률은 연방대통령의 최종적인 서명을 통하여 비로소 법률로서 유효하게 된다. 이외에 연방의회를 소집 및 해산할 수 있고, 연방수상 후보를 추천하거나 임명할 수 있는 권한을 보유하고 있다.

### 연방정부와 연방수상

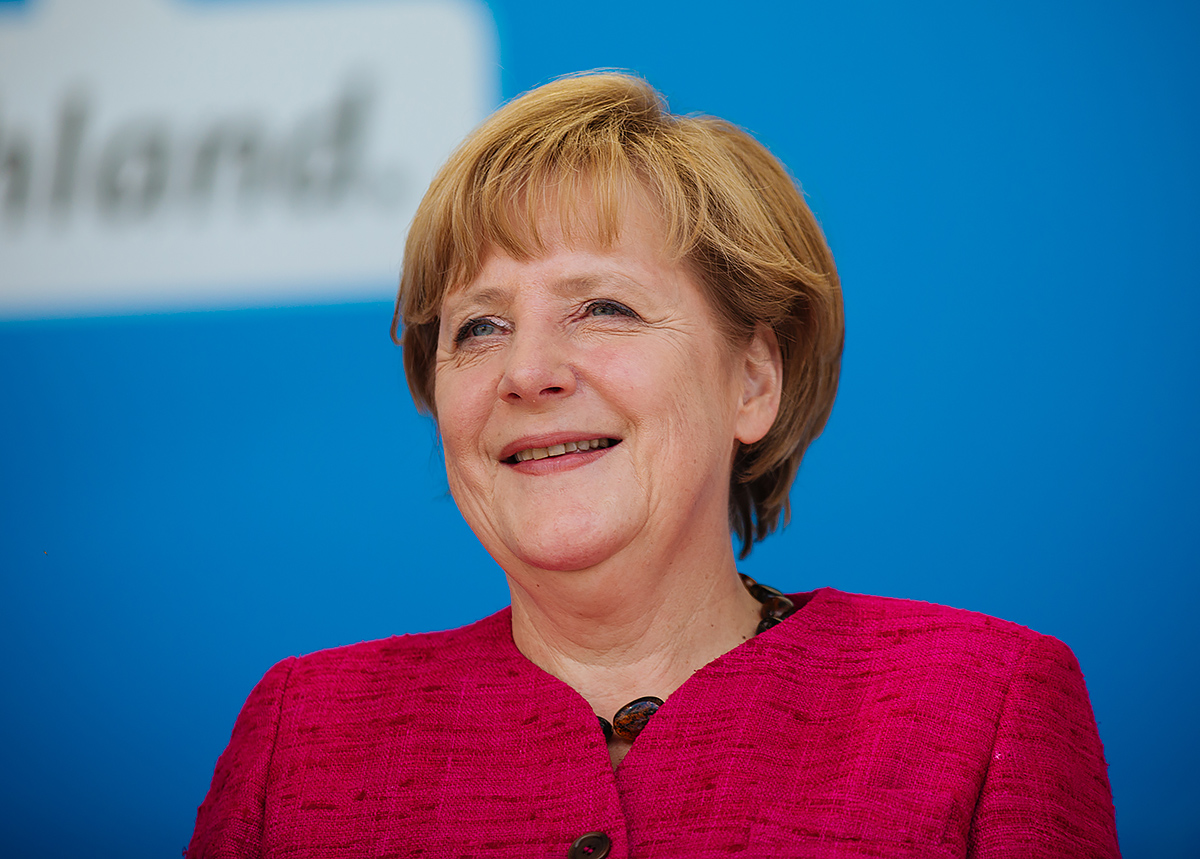
독일 연방수상 앙겔라 메르켈(Angela Merkel), 2013

연방정부(독일어: Bundesregierung)는 대·내외적으로 독일 전체의 이익을 대표하는 핵심적인 조정기관이자 통치기관이다. 연방의 최고 의사결정기구로서 연방수상과 연방장관으로 구성되어 있으며 그 기본 원칙은 기본법 제65조에 명시하고 있다. 그 내용은 연방수상이 국정운영의 이념과 정책의 기본노선을 제시하고 이에 대한 책임을 지는 수상원칙(독일어: Kanzlerprinzip), 연방의 모든 법안이나 주요 정책은 내각회의의 심의와 결정을 거쳐야 된다는 내각 원칙(독일어: Kabinettsprinzip), 연방수상의 국정 운영 기본 노선과 내각 결정의 테두리 안에서 각 부처 장관들이 자신의 관할권을 재량껏 발휘하고 이에 대해 책임을 지는 부처원칙(독일어: Ressortprinzip)으로 구성되어 있으며 연방정부는 이들 원칙에 따라 운영되고 있다.
연방수상(독일어: Bundeskanzler)은 독일 국정 운영의 최고 책임자이며, 정치·행정의 핵심이다. 이에 독일의 정치체제를 특별히 수상민주주의라고 칭하기도 한다. 연방수상은 연방대통령의 추천으로 연방의회에 의하여 연방의회의원 과반수의 득표로 선출된다. 연방 수상은 연방장관을 선출하여 내각을 조각하고 그 역할을 정한다. 연방정부의 임기와 관련하여서는 별도의 규정을 두고 있지 않으나, 연방수상이나 연방장관의 임기는 언제나 새로운 연방의회의 집회와 동시에 종료하며(기본법 제69조), 또한 불신임투표에 의해 임기가 종료될 수도 있다.(기본법 제67조) 그리고 연방정부 전체 내지 연방수상 및 각각 연방장관은 임의적으로 사퇴할 수 있으며, 연방 수상이 해임되면 연방장관은 대통령에 의해 해임된다.
연방수상은 기본방침결정권, 인사권, 조각권, 국가경영권, 비상시 군 통수권 등의 권한을 갖는다.

### 연방헌법재판소

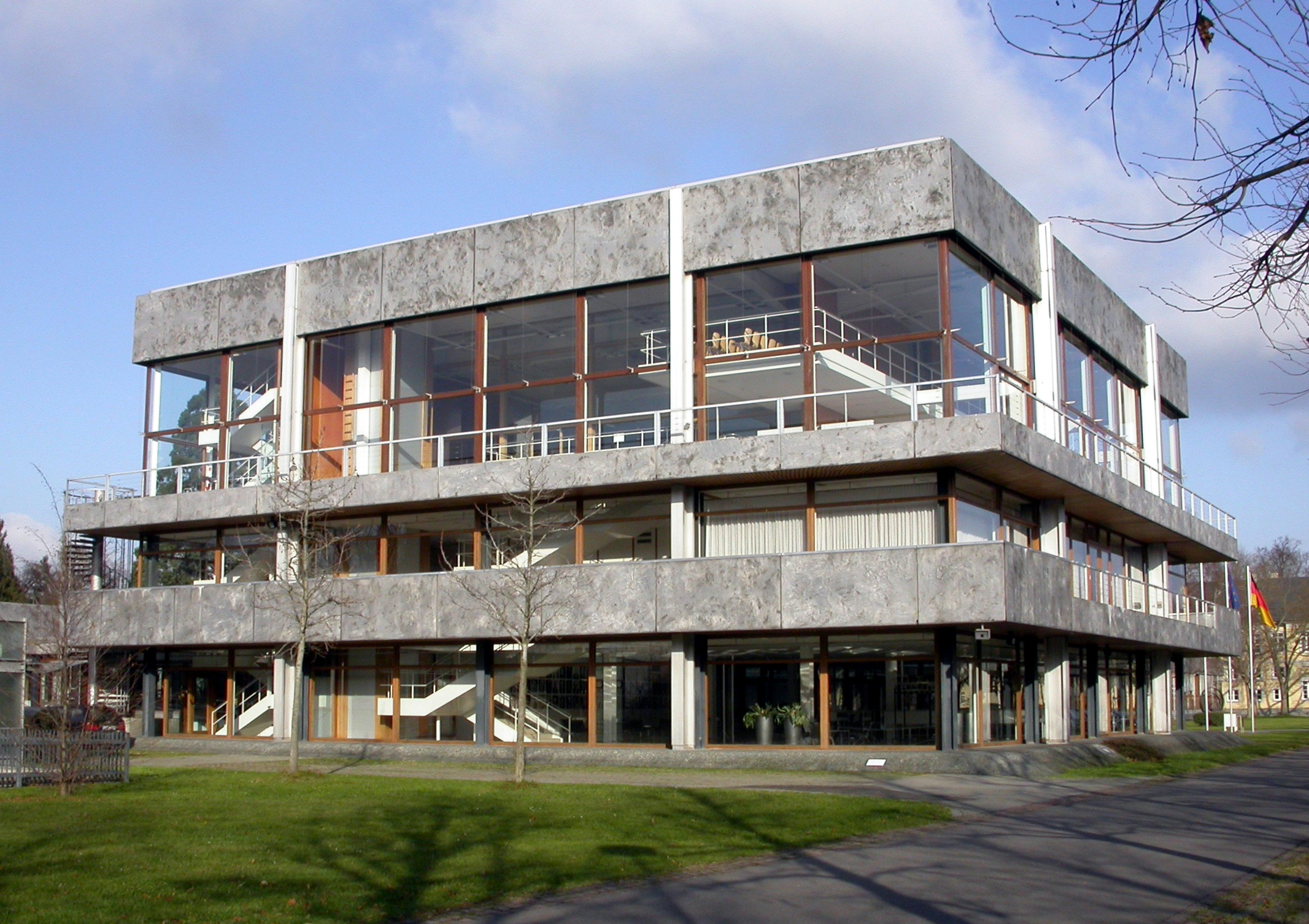
독일 연방헌법재판소,Karlsruhe

연방헌법재판소(독일어: Bundesgerichtshof)는 연방의 헌법기관이자 최고재판소이다. 16인의 재판관으로 구성되며 연방의회와 연방평의회에서 8명씩 선출 후, 연방대통령에 의해 임명된다. 헌법재판관은 권한 남용 시 연방대통령에 의해 해임될 수 있으나 의회의 탄핵 대상은 아니다. 헌법재판소의 기능은 적용 법률의위헌 여부를 심사하는 위헌법률심판(독일어: Normenkontrolle), 정당의 목정이나 활동이 기본법에 위배될 때 연방정부나 연방의회의 제소에 따라 정당의 해산을 심리하는 정당해산심판, 기관 또는 정부 간의 분쟁을 기본법 해석을 통해 해결하는 권한쟁의심판(독일어: Organstreitigkeiten), 공권력의 행사 또는 불행사로 기본법 상에 규정된 국민의 기본권이 침해되는 경우 공권력 작용을 취소하거나 위헌 확인을 함으로써 국민의 기본권을 구제하는 헌법소원심판(독일어: Verfassungsbeschwerde) 등이 있다.

## 독일 연방제와 지방 자치 제도

독일의 수직 행정 구조

독일 연방 공화국 행정의 전체구조는 연방행정(독일어: Bundesverwaltung), 주행정(독일어: Länderverwaltung), 지방자치행정(독일어: Kommunalverwaltung) 등의 주요한 세 가지 단계로 구분된다. 그러나 실제로 도시국가나 소규모 주들의 경우에는 단계가 축소되어 있고, 반대로 대규모 주들 대부분은 행정단계가 더욱 세분화되어있다. 이에 따라 독일 행정의 실질적인 전체구성은 연방(Bund), 주(Land), 주정부관구(Regierungsbezirk), 군(Kreis)/자치시(Kreisfreie Stadt), 게마인데(Gemeinde)의 다섯 단계로 나뉜다고 볼 수 있다. 이처럼 주 정부와 연방 정부 사이에 강력한 권력의 분리가 일어났음에도 독일의 국가통합 및 민족적 동질성이 위협받거나 연방으로부터의 일탈 등의 현상은 나타나지 않고 있다. 여기에는 연방의 통일적 법질서체계, 통일된 경제/행정 체계, 정치정당의 전국적인 조칙체계 등의 요인이 작용하고 있기 때문인데, 이는 다양성에도 불구하고 국가 행정의 통일성을 확보할 수 있게 하는 요인이기도 하다.

### 지방자치제도의 법적 토대
독일 기본법은 지방자치 제도를 법적으로 보장하고 있다(기본법 제28조). 지방자치단체는 공직자를 독자적으로 선발하고 고용/해임할 수 있는 권한인 인사권, 행정조직을 독자적으로 구성할 수 있는 권한인 조직권, 의회에서 조례를 제정할 수 있는 권한인 입법권, 예산을 독자적으로 책적하고 집행할 수 있는 재정권, 조세를 징수할 권한인 조세권 등과 같은 다섯 가지 권한을 가진다. 그러나 지방자치단체의 권한은 어느 정도 제한되어 있는데, 이는 연방정부와는 달리 고유 국가 권력(독일어: Staatsgewalt)을 소유하지 못하여 인사권과 조직권이 제한을 받으며, 독자적 법률제정권을 보유하고 있지 못하며, 재정의 한계로 인해 재정권이 제한받는다는 점에서 알 수 있다. 또한 연방(Bund)과 주(Land)는 지방 자치단체의 행정행위에 대하여 감독할 수 있는 권한을 가지고 있다.

### 지방자치단체의 종류
독일 지방자치단체는 기초자치단체인 게마인데(Gemeinde)와 광역자치단체인 군(Kreis)과 자치시(Kreisfreie Stadt)가 있다.
게마인데(독일어: Gemeinde)는 일차적으로 지방자치단체를 총칭하는 개념으로, 주민들의 생활과 직접 연관이 있는 사무를 담당하며 주민들에게 직접 조세권을 행사한다. 게마인데의 규모는 제각각으로, 인구 수백명의 소규모 게마인데와 인구 20만에 육박하는 거대 게마인데가 존재한다. 통일 직후에는 인구가 적은 소규모 게마인데가 많았으나, 이후 행정개혁의 일환으로 인구가 적은 게마인데의 통폐합을 추친하였기 때문에 결과적으로 독일 전체 게마인데의 수는 이전에 비해 감소하였다. 게마인데는 기본적으로 독일 행정에서의 기초자치단체를 의미하지만, 다른 한편으로는 독일의 모든 지방자치단체를 총칭하는 대표 개념으로서 사용되기도 한다.
군(독일어: Kreis)는 주의 관할지역에 있는 광역자치단체로서, 관할지역에 여러 개의 게마인데를 두고 이들 게마인데의 사무를 지원한다. 또한 광역행정 체제를 구축하고, 대규모 사회시설의 건설과 같은 게마인데가 단독으로 추진하기 어려운 대형 사무를 지원하며, 경제/문화/사회 발전을 지원하고 후원한다. 군은 게마인데와 달리 조세권을 직접 행사하는 것이 불가능하며, 대신 각종 공공시설 사용료, 수수료, 분담금 등의 수입과 연방 및 주 정부로부터의 지원을 통해 재정을 충당한다.
자치시(독일어: Kreisfreie Stadt)는 군으로부터 독립된 중·대도시를 의한다. 자치시의 규모는 주마다 다르나, 보통 인구 20만명 이상이다. 이처럼 자치시는 게마인데보다 인구가 많기 때문에 재정적으로도 비교적 안정되었다고 볼 수 있다. 또한 자치시는 군의 감독과 지시를 받지 않기 때문에 게마인데보다 독립적으로 행정을 운영할 수 있다. 다만 자치시 역시 연방 및 주 정부로부터 사무 감독과 행정적 지원을 받는다.
관구(독일어: Bezrick)는 원칙적으로 지방자치단체가 아닌 주의 일선 행정 구역이나, 광역자치단체처럼 관할 지역에 있는 지방 자치단체를 지원한다는 특징이 있다. 관구는 독일의 주정부들이 행정편의의 제공을 위해 주를 3~7개 구역으로 분할한 뒤 그 지역의 중심 도시에 관구청(管區廳)을 설치하여 주 행정을 담당하게끔 구성한 구역을 의미한다. 그 때문에 관구는 군(Kreis)보다도 넓은 관할지역을 가지고 있다.

## 연방제의 장점

### 권력의 분배와 통합
연방제는 권력을 다양한 층위로 배분함으로써 정치 권력을 제한하여 권력이 한 기관에 집중되는 것을 방지한다. 또한 정치적 과제를 역할에 맞게 배분하여 다양한 형태와 방법으로 해결할 수 있게 한다. 한편 연방제는 시민들이 뽑은 의원들이 각 주뿐만 아니라 연방의 정치에도 관여케 함으로써 시민들의 풀뿌리 민주주의를 강화시키며 각 주의 정치와 전체 연방의 정치간의 연관성을 높일 수 있다.

### 소수와 전통에 대한 보호
그 주에서는 다수이지만 전체 국가에서는 소수인 경우, 소수를 보호한다. 연방제를 통해 각 주의 다양성에도 불구하고 전체 국가로서의 통합과 통일성을 유지하는 한편, 다수결로 인한 소수의 지속적인 피해를 방지한다. 한편, 연방제는 각 주 특유의 문화와 전통을 보호하기도 한다. 나라 전체의 정체성은 유지하되, 주 내부의 지역적인 특성이나 전통의 명맥은 주 정부에서 관리하게 함으로써 지역적인 특징을 유지함과 함께 전체적인 주를 다면화시키는 것이다. 이에 따라 바이에른이나 함부르크 같은 지역들은 주 각각의 특수한 전통을 발전시킬 수 있었다.

### 주들 사이의 경쟁과 실험
가끔 주들이 공통된 정치적 문제를 지니고 있을지라도 그 문제들을 해결하기 위한 방법들은 각각 다를 수 있다. 예를 들어 국제적인 비교테스트가 있다면, 그 주만의 교육 시스템을 가지고 있는 주가 다른 주보다 훨씬 나은 결과를 보일 수 도 있다. 한편, 연방제는 실험과 개혁의 능력을 강화한다. 주 단위의 연합과 이 기능이 연방 차원까지 확장될 수 있는지는 불명확하다. 주들은 자신이 책임질 수 있는 범위 내에서의 새로운 정치적 아이디어들을 실험 할 수 있다.

## 독일 연방의 문제점

### 개혁의 필요성
몇몇 경제학자들은 특히 선거기간 즈음해서 독일 연방제의 불분명한 권한분배로 인해 발생하는 경제적 손실에 대해 우려를 표한다. 더욱이 관료주의에 기반을 둔 권력의 분배는 관청의 경비를 상당히 증가시키기 때문에 심각한 문제이다. 정당들은 모두 시급히 개혁이 필요하다는 것에 동의하였고, 이에 에드문드 스토이버(Edmund Stoiber)와 프란츠 문터페링(Franz Münterferin) 을 회장으로 하는 개혁 위원회가 설립되었다. 개혁의 목표는 권력의 투명화와 연방 정부의 동의를 받아야만 하는 법률 수의 감소였다. 하지만 개혁에는 수많은 다양한 정부 부처들과 당국들이 연루되기 때문에 개혁의 과정은 순탄치 않았다. 개혁위원회의 성과는 너무 사소하고 소심하다고 간주되었고, 결국 2004년 12월에 협상은 결렬되었다. 이후 2006년 2월 정당간의 거대연합의 결과로 협의가 성공적으로 막을 내릴 수 있었고, 이는 연방개혁법률로써 의회에 소개되었다.

## 같이 보기
- 독일의 주
- 독일 주의회 의석분포
- 독일의 내각제

## 참고 문헌
- 정재각,《독일연방제도에 관한 연구》, 한국행정연구원, 2011
- 이옥연,《통합과 분권의 연방주의 거버넌스》, 오름, 2008
- 양현모, 《독일정부론》, 대영문화사, 2006
- 박응격 외,《독일연방정부론》, 백산자료원, 2001
- 대한민국 법무부, 《독일과 미국의 연방제》, 법무부, 2000
- 심익섭, M.치맥,《독일연방공화국 60년:1949~2009 분단국가에서 민주통일국가로》, 도서출판 오름, 2009
- 최유,《연방체제의 헌법적 전개 : 미국, 독일, 유럽연합을 중심으로 = Constitutional Development of Federal System》,중앙대학교 박사논문, 2009